# 渡辺未来 (声優)
渡辺 未来（わたなべ みく、3月27日 - ）は、日本の女性声優。千葉県出身。以前は青二プロダクション（ジュニア）所属していた。青二塾東京校II部10期卒業。

## 出演
太字はメインキャラクター。

### テレビアニメ
2012年
- 黒魔女さんが通る!!（ジャック）
- CØDE:BREAKER（異能の少年）
- 爆TECH!爆丸（黒無来智[1]）
- ONE PIECE エピソードオブナミ 〜航海士の涙と仲間の絆〜（村人）

2013年
- 爆TECH!爆丸ガチ（黒無来智）

### ゲーム
2010年
- イースvs.空の軌跡 オルタナティブ・サーガ（キサ[2]）

2012年
- 新・剣と魔法と学園モノ。刻の学園（モラン[3]）

### ドラマCD
2011年
- 空の軌跡外伝 ザ・ブック・オブ・カーネリア（シスターB）

### ラジオドラマ
- 青山二丁目劇場　三丁目の夕日 夕焼けの詩「幽霊修行」（QR）（道行く女性）
- 青山二丁目劇場　来い!ここぞというとき（QR）（真：少年時代、他）
- 青山二丁目劇場　会社帰りのヒーロー（QR）（早川春菜）

### 吹き替え
- ブレイキング・ポイント（キャシー、他）
- レジスタンス（イヴォンヌ、他）

### テレビ
- スパモク!! 世界のぞき見!シュラバ劇場 ～他人の修羅場は密の味 スペシャル!!
- いいものプレミアム（V.O）
- 江東CATV
- わんぱく相撲　江東区大会（ナレーション）
- 学んで食べよう（ナレーション）
- 江東区文化施設ナビ（ナレーション）

### DVD
- 工場見学大百科「ものができるまで」付録DVD（シルシル、フムフム）[4]